# Liste der Wappen im Landkreis Reutlingen
Diese Liste beinhaltet alle in der Wikipedia gelisteten Wappen des Landkreises Reutlingen in Baden-Württemberg, inklusive historischer Wappen. Fast alle Städte, Gemeinden und Kreise in Baden-Württemberg führen ein Wappen. Sie sind über die Navigationsleiste am Ende der Seite erreichbar.

## Landkreis Reutlingen

Wappen des Landkreises Reutlingen[1]
Der Landkreis Reutlingen in Baden-Württemberg
Landkreis Hechingen (1938–1972)
Landkreis Münsingen (1938–1972)
Landkreis Nürtingen (1938–1972)
Landkreis Saulgau (1938–1972)
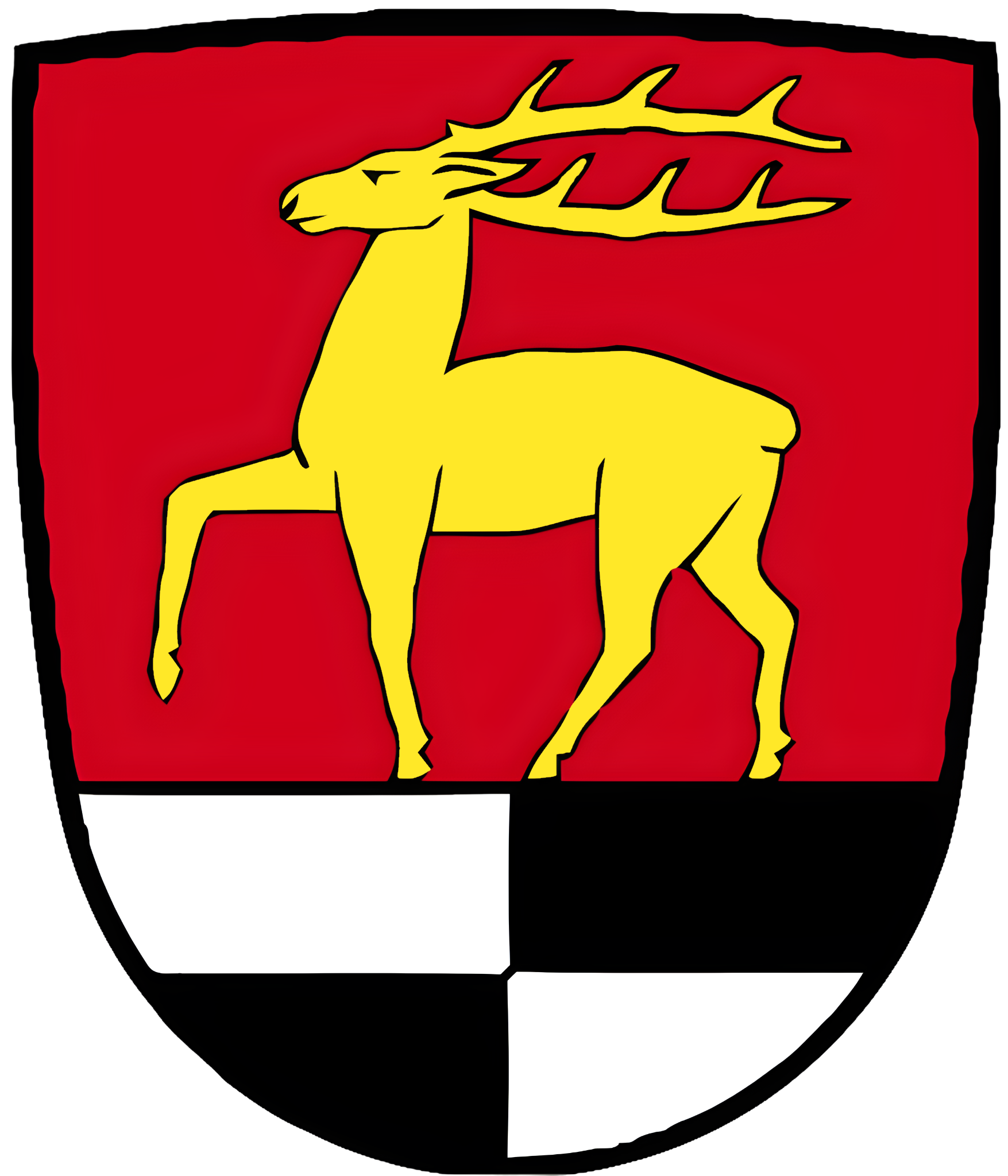
Landkreis Sigmaringen (1938–1972)
Landkreis Tübingen (1938–1972)

## Städtewappen im Landkreis Reutlingen

Bad Urach[2]
Hayingen[3]
Metzingen[4]
Münsingen[5]
Pfullingen[6]
Reutlingen[7]
Trochtelfingen[8]

## Gemeindewappen im Landkreis Reutlingen

Dettingen an der Erms[9]
Engstingen[10]
Eningen unter Achalm[11]
Gomadingen[12]
Grabenstetten[13]
Grafenberg[14]
Hohenstein[15]
Hülben[16]
Lichtenstein[17]
Mehrstetten[18]
Pfronstetten[19]
Pliezhausen[20]
Riederich[21]
Römerstein[22]
Sonnenbühl[23]
St. Johann[24]
Walddorfhäslach[25]
Wannweil[26]
Zwiefalten[27]

## Ehemalige Gemeindewappen

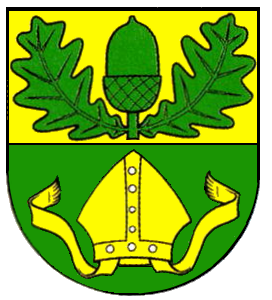
Aichelau
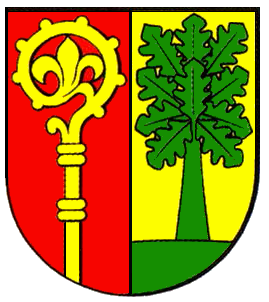
Aichstetten
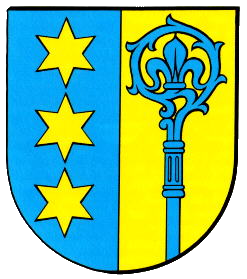
Altenburg
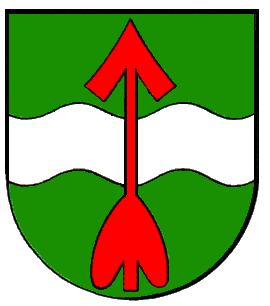
Anhausen
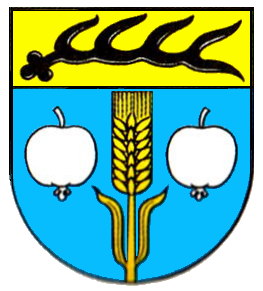
Apfelstetten
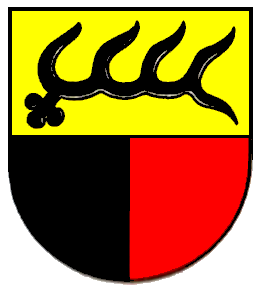
Auingen
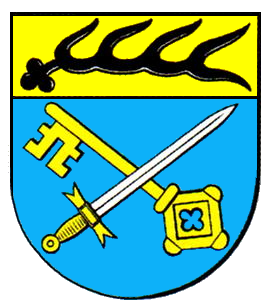
Bernloch
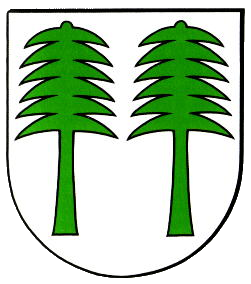
Betzingen
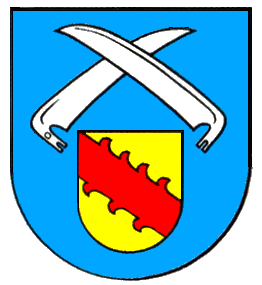
Bichishausen
Bleichstetten[37]
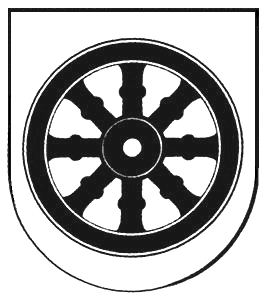
Böhringen
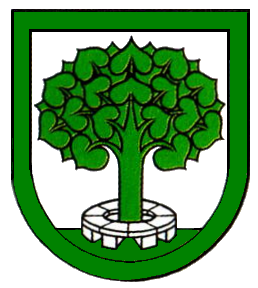
Böttingen
Bremelau[40]
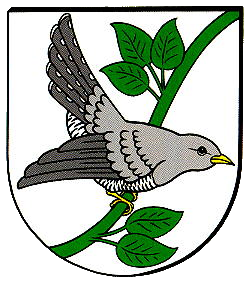
Bronnweiler
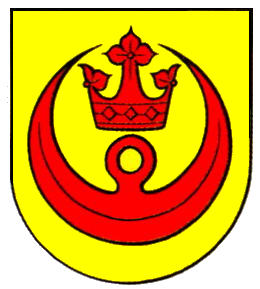
Buttenhausen
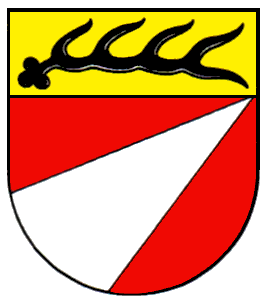
Dapfen
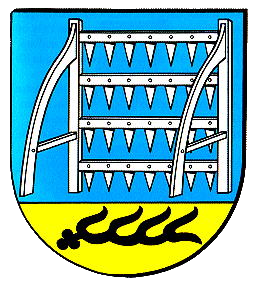
Degerschlacht
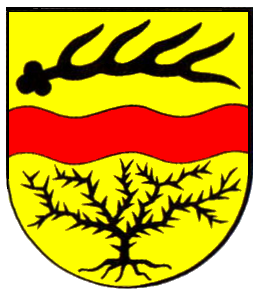
Dörnach
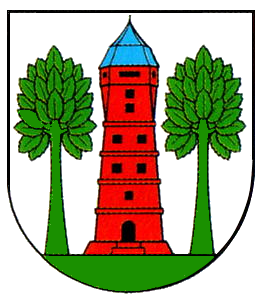
Donnstetten
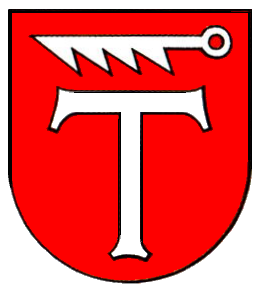
Dottingen
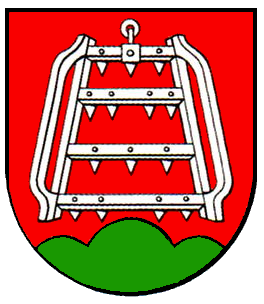
Eglingen
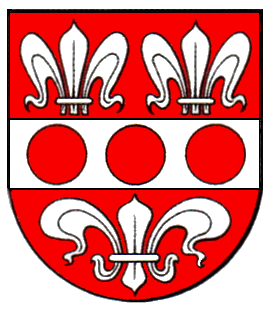
Ehestetten
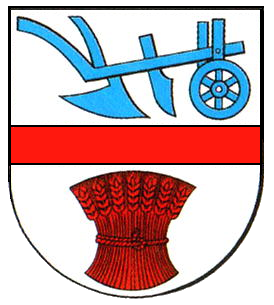
Erpfingen
Gächingen[51]
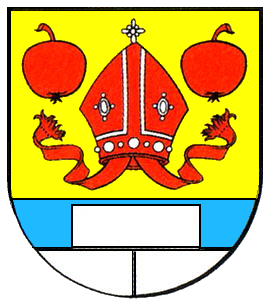
Gauingen
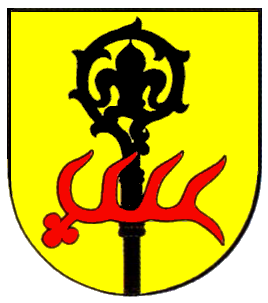
Geisingen
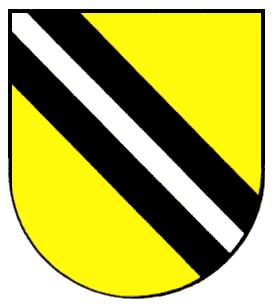
Genkingen
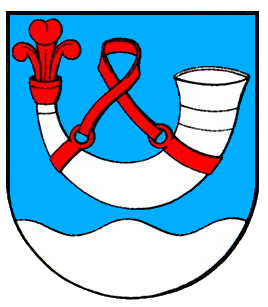
Glems
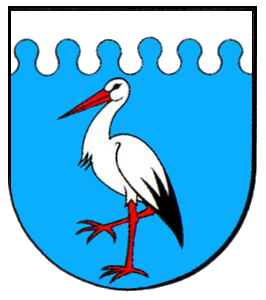
Gniebel
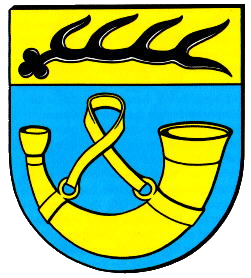
Gönningen
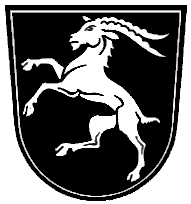
Großengstingen
Gundelfingen[59]
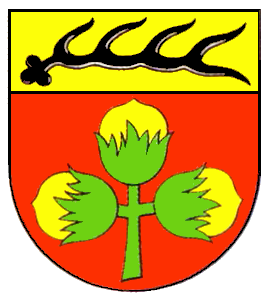
Häslach
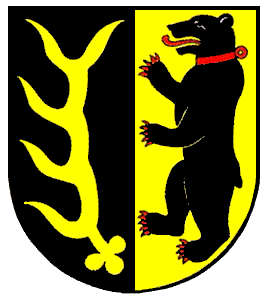
Hausen an der Lauchert
Hengen[62]
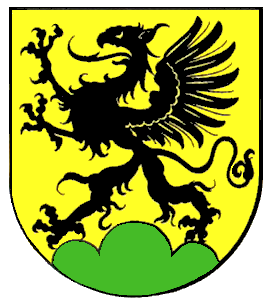
Holzelfingen
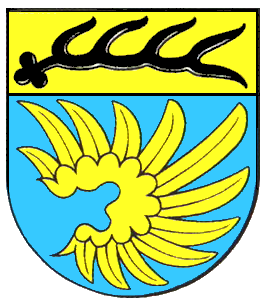
Honau
Hülben (alt)[65]
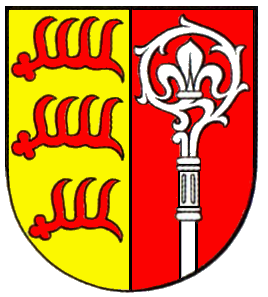
Huldstetten
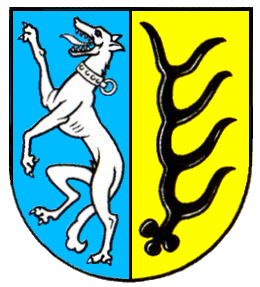
Hundersingen
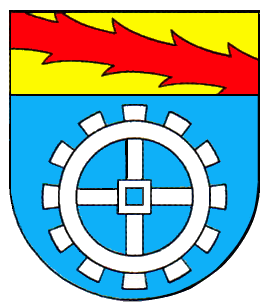
Indelhausen
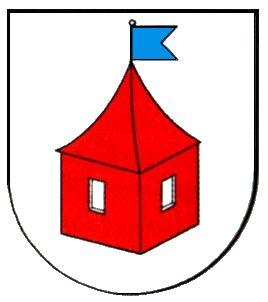
Kleinengstingen
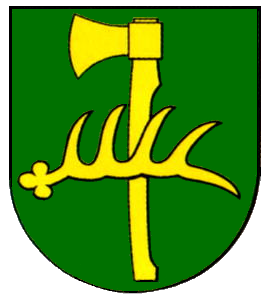
Kohlstetten
Lonsingen[71]
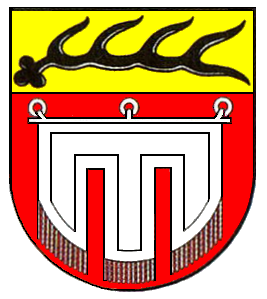
Mägerkingen
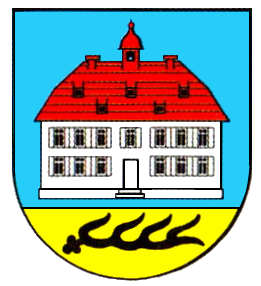
Magolsheim
Meidelstetten[74]
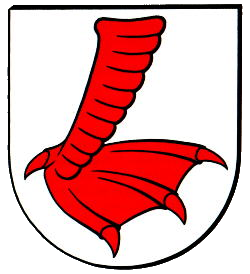
Mittelstadt
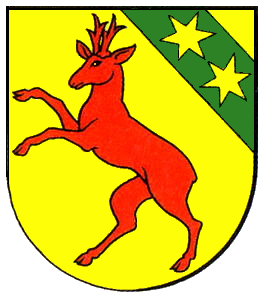
Mörsingen
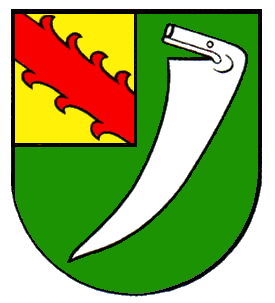
Münzdorf
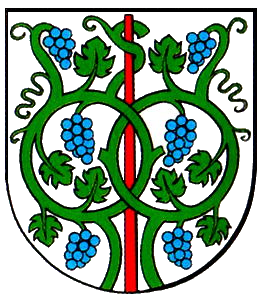
Neuhausen an der Erms
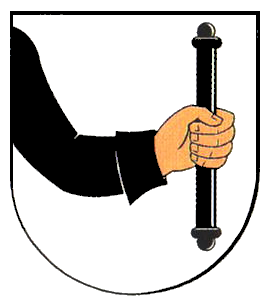
Oberhausen
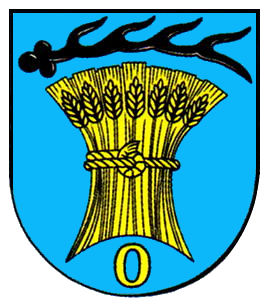
Oberstetten
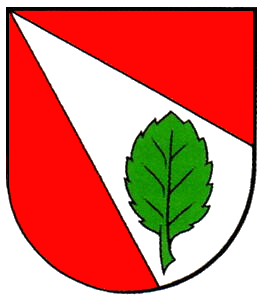
Ödenwaldstetten
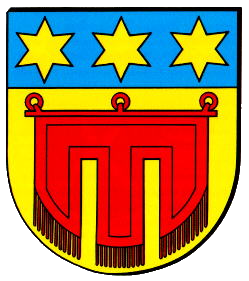
Oferdingen
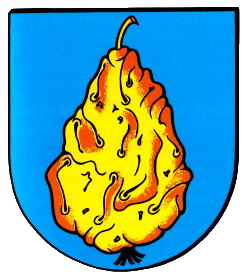
Ohmenhausen
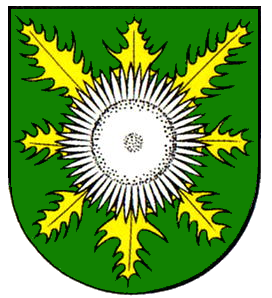
Ohnastetten
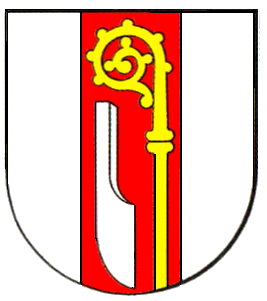
Pfronstetten alt
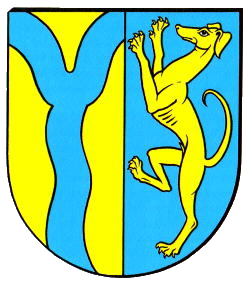
Reicheneck
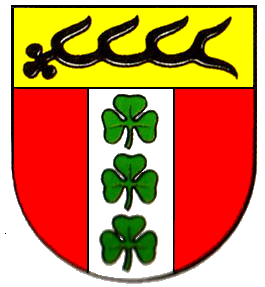
Rietheim
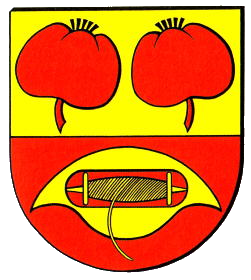
Rommelsbach
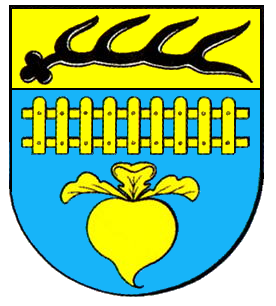
Rübgarten
Seeburg[90]
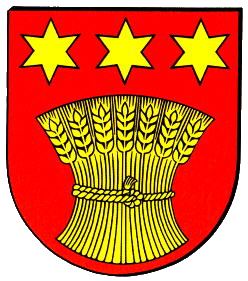
Sickenhausen
Sirchingen[92]
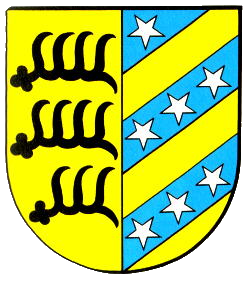
Sondelfingen
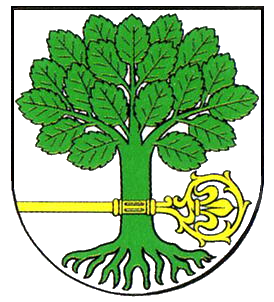
Sonderbuch
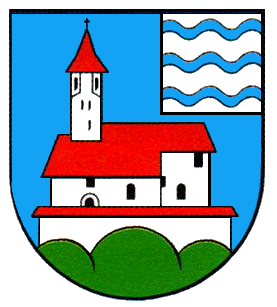
Steingebronn
Steinhilben[96]
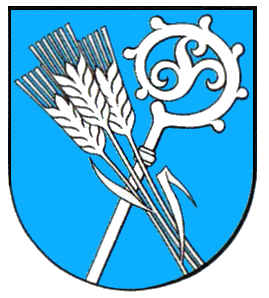
Tigerfeld
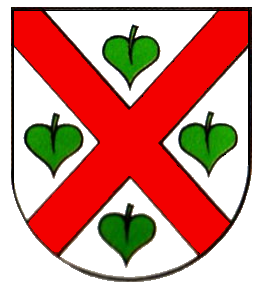
Trailfingen
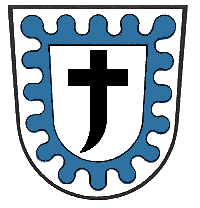
Trochtelfingen alt
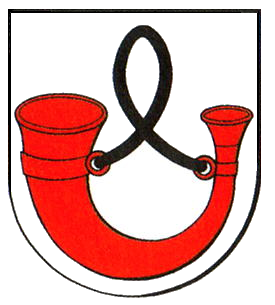
Undingen
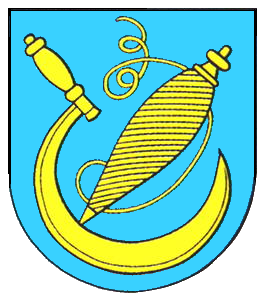
Unterhausen
Upfingen[102]
Upflamör[103]
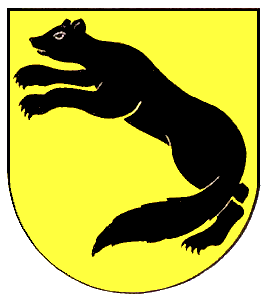
Walddorf
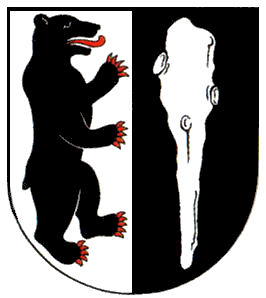
Willmandingen
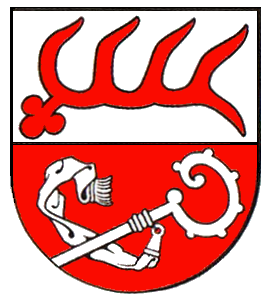
Wilsingen
Wittlingen[107]
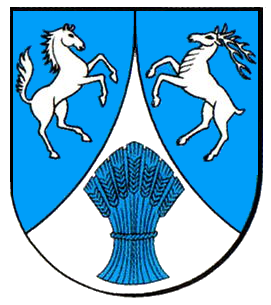
Würtingen
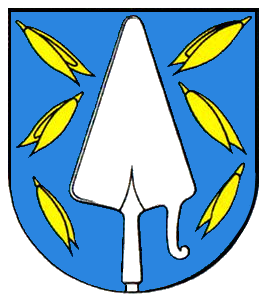
Zainingen

## Blasonierungen
1. ↑  Landkreis Reutlingen: „In Grün zwei goldene Schrägbalken, die außen jeweils von zwei kleinen sechsstrahligen goldenen Sternen begleitet sind; zwischen den Schrägbalken drei größere sechsstrahlige goldene Sterne.“
2. ↑  Bad Urach: In Gold ein rotes Hifthorn mit blauer Fessel, das Mundstück mit je einer roten, silbernen und blauen Feder besteckt.
3. ↑  Hayingen: In Blau über einer aus dem Unterrand emporkommenden, beiderseits mit je einem rot bedachten silbernen Turm besetzten silbernen Zinnenmauer ein goldener Schild, darin ein angehackter roter Schrägbalken.
4. ↑  Metzingen: Unter goldenem Schildhaupt, darin eine schwarze Hirschstange, in Silber ein grüner Kohlkopf.
5. ↑  Münsingen: In Silber eine liegende vierendige schwarze Hirschstange.
6. ↑  Pfullingen: In Blau und einer liegenden schwarzen Hirschstange ein silbernes Kissen (Pfulben) mit goldenen Quasten an den vier Zipfeln und unterem rotem Vorstoß.
7. ↑  Reutlingen: In Gold ein rot bezungter schwarzer Adler (Reichsadler), belegt mit einem von Schwarz, Rot und Silber geteilten Brustschild.
8. ↑  Trochtelfingen: In gespaltenem Schild vorne in Rot eine aufgerichtete goldene Hirschstange, hinten in Silber ein lateinisches schwarzes Kreuz mit rechtshin geschweifter Fußspitze.
9. ↑  Dettingen an der Erms: In Rot ein pfahlweis gestellter goldener Doppelhaken, begleitet oben links und unten rechts von je einem sechsstrahligen goldenen Stern.
10. ↑  Engstingen: Unter goldenem Schildhaupt, darin eine schwarze Hirschstange, in Schwarz ein aufspringender silberner Steinbock.
11. ↑  Eningen unter Achalm: In Blau eine silberne Lilie.
12. ↑  Gomadingen: Unter silbernem Schildhaupt, darin eine schwarze Hirschstange, in Blau zwei goldene Schräglinksbalken.
13. ↑  Grabenstetten: In Gold eine gestürzte blaue Pflugschar, beiderseits begleitet von je einer bewurzelten grünen Ähre.
14. ↑  Grafenberg: In Gold auf rotem Schildfuß drei grüne Rebstöcke an drei grünen Pfählen.
15. ↑  Hohenstein: In Rot auf grünem Hügel ein goldener Quaderturm (Ruine mit am Tor und Fenster durchscheinendem Schildgrund) beiderseits begleitet von je einem nach oben und außen gewendeten silbernen Dietrich.
16. ↑  Hülben: In Blau über einem silbernen Wellenschildfuß ein goldener Ammonit.
17. ↑  Lichtenstein: In Blau ein silberner Adlerflügel.
18. ↑  Mehrstetten: In Silber auf grünem Boden zwei einander zugewandte aufgerichtete schwarze Rösser.
19. ↑  Pfronstetten: In Rot drei schräg aus dem Unterrand wachsende silberne Ähren, die einen aus dem Unterrand emporkommenden, schräglinken goldenen Abtsstab mit nach vorne geöffneter Krümme überdecken.
20. ↑  Pliezhausen: In Gold unter einer liegenden schwarzen Hirschstange eine grüne Eichel mit zwei grünen Blättern.
21. ↑  Riederich: In Grün zwischen zwei goldenen Schrägbalken drei goldene Garnspindeln aneinander.
22. ↑  Römerstein: Über einem doppelreihig von Schwarz und Silber geschachten Schildfuß in Blau ein nach oben fliegender goldener Sperber.
23. ↑  Sonnenbühl: In Blau über goldenem Hügel (Bühl) eine goldene Sonne mit 16 im Wechsel aufeinanderfolgenden geraden und S-förmig gebogenen goldenen Strahlen.
24. ↑  St. Johann: In Blau ein steigendes silbernes Ross vor einer abgeschnittenen goldenen Ähre mit goldenen Grannen.
25. ↑  Walddorfhäslach: In Gold unter rotem Schildhaupt, darin drei goldene Haselnüsse, ein schräg aufspringender schwarzer Marder.
26. ↑  Wannweil: In Rot auf grünem Hügel eine silberne Turmruine, um deren Fuß sich, aus dem schwarzen Tor heraus, eine golden gekrönte silberne Schlange windet.
27. ↑  Zwiefalten: „In Blau übereinander zwei ineinander verschlungene silberne Ringe, die drei Kreissegmente bilden, in denen sieben (3:1:3) sechsstrahlige goldene Sterne erscheinen.“
28. ↑  Aichelau: In geteiltem Schild oben in Gold ein grüner Eichenzweig mit zwei Blättern und einer aufrechten grünen Eichel, unten in Grün eine rot verzierte goldene Mitra mit goldenen Bändern.
29. ↑  Aichstetten: In gespaltenem Schild vorne in Rot ein aus dem Unterrand emporkommender goldener Abtsstab, hinten in Gold auf grünem Boden eine natürliche Eiche.
30. ↑  Altenburg: In gespaltenem Schild vorne in Blau drei sechsstrahlige goldene Sterne übereinander, hinten in Gold ein aus dem Unterrand emporkommender blauer Abtsstab.
31. ↑  Anhausen: In Grün ein silberner Wellenbalken, überdeckt mit einem pfahlweis gestellten roten Pfeil.
32. ↑  Apfelstetten: Unter goldenem Schildhaupt, darin eine liegende schwarze Hirschstange, in Blau eine goldene Gerstenähre mit Blättern, beiderseits begleitet von je einem golden bestielten silbernen Apfel.
33. ↑  Auingen: Unter goldenem Schildhaupt, darin eine liegende schwarze Hirschstange, von Schwarz und Rot gespalten.
34. ↑  Bernloch: Unter goldenem Schildhaupt, darin eine liegende schwarze Hirschstange, in Blau schräggekreuzt ein goldener Schlüssel und ein silbernes Schwert mit goldenem Griff.
35. ↑  Betzingen: In Silber zwei grüne Tannen nebeneinander.
36. ↑  Bichishausen: In Blau unter zwei schräggekreuzten silbernen Senseneisen ein goldener Schild, darin ein angehackter roter Schrägbalken.
37. ↑  Bleichstetten: führte kein Wappen
38. ↑  Böhringen: In Silber ein achtspeichiges schwarzes Rad.
39. ↑  Böttingen: In silbernem, grün bordiertem Schild auf grünem Boden eine grüne, von einer Steinruhebank umgebene Linde. (Im Dienstsiegel verwendet, aber als Wappen nicht offiziell verliehen.)
40. ↑  Bremelau: In geteiltem Schild oben von Gold und Rot gespalten, vorne ein angehackter roter Schrägbalken, hinten ein goldener Apfel mit zwei grünen Blättern, unten in Grün ein silbernes Hufeisen.
41. ↑  Bronnweiler: In Silber auf belaubtem grünem Ast ein nach heraldisch links gekehrter, flugbereiter naturfarbener Kuckuck.
42. ↑  Buttenhausen: In Gold eine rote Wolfsangel, die eine rote Krone umschließt.
43. ↑  Dapfen: Unter goldenem Schildhaupt, darin eine liegende schwarze Hirschstange, in Rot eine silberne Schräglinksspitze.
44. ↑  Degerschlacht: Über goldenem Schildfuß, darin eine liegende schwarze Hirschstange, in Blau eine silberne Egge.
45. ↑  Dörnach: In Gold ein roter Wellenbalken, begleitet oben von einer liegenden schwarzen Hirschstange, unten von einem schwarzen Dornstrauch.
46. ↑  Donnstetten: In Silber auf grünem Boden ein blau bedachter roter Turm (Römersteinturm), beiderseits begleitet von je einer natürlichen Buche.
47. ↑  Dottingen: In Rot der silberne Großbuchstabe T, überhöht von einem liegenden silbernen Dietrich (Bart unten, Ring links).
48. ↑  Eglingen: In Rot über grünem Dreiberg eine silberne Egge.
49. ↑  Ehestetten: In Rot ein silberner Balken, belegt mit drei roten Kugeln und begleitet von drei (2:1) silbernen Lilien.
50. ↑  Erpfingen: In Silber ein roter Balken, oben ein linksgewendeter blauer Pflug, unten eine rote Garbe.
51. ↑  Gächingen: In Silber über blauem Wellenschildfuß ein schwebendes rotes Tatzenhochkreuz, beheftet mit einer liegenden schwarzen Hirschstange.
52. ↑  Gauingen: Über blauem Schildfuß, darin drei (1:2) aufeinandergeschichtete silberne Quadersteine, in Gold eine silbern verzierte rote Mitra, oben beiderseits begleitet von je einem roten Apfel.
53. ↑  Geisingen: In Gold ein aus dem Unterrand emporkommender, linksgekehrter schwarzer Abtsstab, beheftet mit einer roten Hirschstange.
54. ↑  Genkingen: In Gold ein schwarzer Schrägbalken, belegt mit einer silbernen Leiste.
55. ↑  Glems: In Blau über silbernem Wellenschildfuß ein silbernes Hifthorn mit roten Beschlägen und roter Fessel, das Mundstück mit drei roten Federn besteckt.
56. ↑  Gniebel: Unter silbernem Wolkenschildhaupt in Blau ein stehender, rot bewehrter silberner Storch.
57. ↑  Gönningen: Unter goldenem, mit einer liegenden schwarzen Hirschstange belegtem Schildhaupt in Blau ein goldenes Jagdhorn mit goldener Fessel.
58. ↑  Großengstingen: In Schwarz ein aufspringender silberner Steinbock.
59. ↑  Gundelfingen: In Gold ein angehackter roter Schrägbalken, im blauen linken Obereck eine silberne Pflugschar.
60. ↑  Häslach: Unter goldenem Schildhaupt, darin eine liegende schwarze Hirschstange, in Rot ein grüner Haselzweig mit drei goldenen Nüssen.
61. ↑  Hausen an der Lauchert: In gespaltenem Schild vorne in Schwarz eine pfahlweis gestellte goldene Hirschstange, hinten in Gold ein aufgerichteter, rot bewehrter, rot bezungter schwarzer Bär mit rotem Halsband.
62. ↑  Hengen: In Silber eine bewurzelte grüne Weidebuche.
63. ↑  Holzelfingen: In Gold auf grünem Dreiberg ein schwarzer Greif.
64. ↑  Honau: Unter goldenem Schildhaupt, darin eine liegende schwarze Hirschstange, in Blau ein goldener Adlerflügel.
65. ↑  Hülben bis 1987: „In Silber über einem schwarzen Wellenschildfuß ein schwarzer Balken.“
66. ↑  Huldstetten: In gespaltenem Schild vorne in Gold drei rote Hirschstangen übereinander, hinten in Rot ein aus dem Unterrand emporkommender silberner Abtsstab.
67. ↑  Hundersingen: In gespaltenem Schild vorne in Blau ein steigender silberner Hund mit goldenem Halsband, hinten in Gold eine pfahlweis gestellte schwarze Hirschstange.
68. ↑  Indelhausen: Unter goldenem Schildhaupt, darin ein angehackter roter Schrägbalken, in Blau ein [vierspeichiges, zwölfschaufliges] silbernes Mühlrad.
69. ↑  Kleinengstingen: In Silber ein schwebendes rotes Brunnenhäuschen mit aufgesteckter blauer Fahne.
70. ↑  Kohlstetten: In Grün eine pfahlweis gestellte goldene Axt, überdeckt mit einer liegenden goldenen Hirschstange.
71. ↑  Lonsingen: In Blau der goldene Innenrand eines gemauerten Brunnens, darin über silbernen Wellen ein an silbernem Bügel schwebender roter Schöpfeimer.
72. ↑  Mägerkingen: Unter einem goldenen Schildhaupt, darin eine liegende schwarze Hirschstange, in Rot eine dreilatzige silberne Fahne.
73. ↑  Magolsheim: Über goldenem Schildfuß, darin eine liegende schwarze Hirschstange, in Blau ein rot bedachtes silbernes Haus mit Dachreiter (Schul- und Rathaus).
74. ↑  Meidelstetten: In Silber auf grünem Boden ein natürlicher Apfelbaum mit roten Äpfeln an einem Pfahl, der Stamm beiderseits begleitet von je einem blauen Hufeisen.
75. ↑  Mittelstadt: In Silber ein nach links gekehrter roter Gansfuß.
76. ↑  Mörsingen: In Gold ein aufgerichteter roter Rehbock, oben links ein grüner Schrägbalken, darin zwei sechsstrahlige goldene Sterne.
77. ↑  Münzdorf: In Grün ein schräglinkes Senseneisen, im goldenen rechten Obereck ein angehackter roter Schrägbalken.
78. ↑  Neuhausen an der Erms: In Silber an einem roten Pfahl ein grüner Weinstock mit [sechs] blauen Trauben und grünen Blättern.
79. ↑  Oberhausen: In Silber ein aus dem rechten Rand hervorbrechender schwarz bekleideter Arm, einen schwarzen Stab haltend.
80. ↑  Oberstetten: In Blau unter einer liegenden schwarzen Hirschstange eine goldene Garbe, darunter der goldene Großbuchstabe O.
81. ↑  Ödenwaldstetten: In Rot eine silberne Schrägspitze, belegt mit einem grünen Buchenblatt.
82. ↑  Oferdingen: Unter blauem Schildhaupt, darin drei sechsstrahlige goldene Sterne, in Gold eine dreilatzige rote Fahne.
83. ↑  Ohmenhausen: In Blau eine goldbraune Hutzel (Dörrbirne).
84. ↑  Ohnastetten: In Grün eine silberne Distelblüte mit [acht strahlenförmig angeordneten] goldenen Blättern.
85. ↑  Pfronstetten bis 1974: In Silber ein roter Pfahl, belegt mit einem goldenen Abtsstab und einem silbernen Pflugmesser.
86. ↑  Reicheneck: In gespaltenem Schild vorne in Gold eine blaue Wellendeichsel, hinten in Blau ein steigender goldener Jagdhund.
87. ↑  Rietheim: Unter goldenem Schildhaupt, darin eine liegende schwarze Hirschstange, in Rot ein silberner Pfahl, belegt mit drei grünen Kleeblättern.
88. ↑  Rommelsbach: In geteiltem Schild oben in Gold zwei gestürzte rote Äpfel, unten in Rot ein goldenes Weberschiffchen.
89. ↑  Rübgarten: Unter goldenem Schildhaupt, darin eine liegende schwarze Hirschstange, in Blau ein goldener Gartenzaun, darunter eine goldene Rübe.
90. ↑  Seeburg: In Rot aus blauen Wellen aufsteigend eine silberne Burg mit zwei Zinnentürmen und geschlossenem Tor.
91. ↑  Sickenhausen: In Rot eine goldene Garbe, darüber drei sechsstrahlige goldene Sterne.
92. ↑  Sirchingen: Unter goldenem Schildhaupt, darin eine liegende schwarze Hirschstange, von Blau und Silber im Wellenschnitt gespalten.
93. ↑  Sondelfingen: In gespaltenem Schild vorne in Gold drei schwarze Hirschstangen übereinander, hinten von Blau und Gold fünfmal schräglinks geteilt, in den blauen Feldern sieben (1:3:3) fünfstrahlige gestürzte silberne Sterne.
94. ↑  Sonderbuch: In Silber eine bewurzelte grüne Buche, deren Stamm mit einem querliegenden, aus dem Vorderrand wachsenden goldenen Abtsstab überdeckt ist.
95. ↑  Steingebronn: In Blau auf grünem Dreiberg eine ummauerte silberne Kirche mit rotem Dach und grünem Turmhelm, im silbernen linken Obereck drei blaue Wellenbalken.
96. ↑  Steinhilben: In geteiltem Schild oben in Silber auf grünem Dreiberg ein wachsender feuerspeiender rot bewehrter schwarzer Drache, unten in Schwarz eine dreilatzige silberne Fahne.
97. ↑  Tigerfeld: In Blau ein schräglinker silberner Abtsstab, überdeckt mit drei schrägrechten silbernen Ähren.
98. ↑  Trailfingen: In Silber ein roter Schragen, bewinkelt von vier sinkenden grünen Lindenblättern.
99. ↑  Trochtelfingen bis 1974: In Silber mit silber-blauem Wolkenbord ein lateinisches schwarzes Kreuz mit nach rechts geschweiftem Fußende.
100. ↑  Undingen: In Silber ein mit dem Mundstück nach links gekehrtes rotes Hifthorn mit schwarzer Fessel.
101. ↑  Unterhausen: In Blau eine schräg gestellte, gestürzte, nach links gekehrte goldene Sichel, im nach oben offenen Sichelbogen eine schräglinke goldene Spindel mit Garn.
102. ↑  Upfingen: Unter goldenem Schildhaupt, darin eine liegende schwarze Hirschstange, in Rot der goldene Großbuchstabe U.
103. ↑  Upflamör: führte kein Wappen
104. ↑  Walddorf: In Gold ein nach schräg rechts springender schwarzer Marder.
105. ↑  Willmandingen: In gespaltenem Schild vorne in Silber ein aufgerichteter, linksgekehrter, rot bewehrter und rot bezungter schwarzer Bär, hinten in Schwarz ein silberner Knüttel.
106. ↑  Wilsingen: In geteiltem Schild oben in Silber eine liegende rote Hirschstange, unten in Rot ein schräglinker silberner Abtsstab mit silbernem Velum.
107. ↑  Wittlingen: In Blau hinter einer aus dem Unterrand wachsenden, gequaderten silbernen Zinnenmauer ein goldenes Hochkreuz, dessen unterer Längsbalken überdeckt mit einer liegenden schwarzen Hirschstange.
108. ↑  Würtingen: In Blau eine eingebogene silberne Spitze, darin eine blaue Garbe, oben rechts ein linksgewendetes steigendes silbernes Ross, oben links ein steigender silberner Hirsch.
109. ↑  Zainingen: In Blau eine aus dem Unterrand emporkommende silberne Schäferschippe, beiderseits begleitet von je drei goldenen Haberährchen.